# Amigurumi

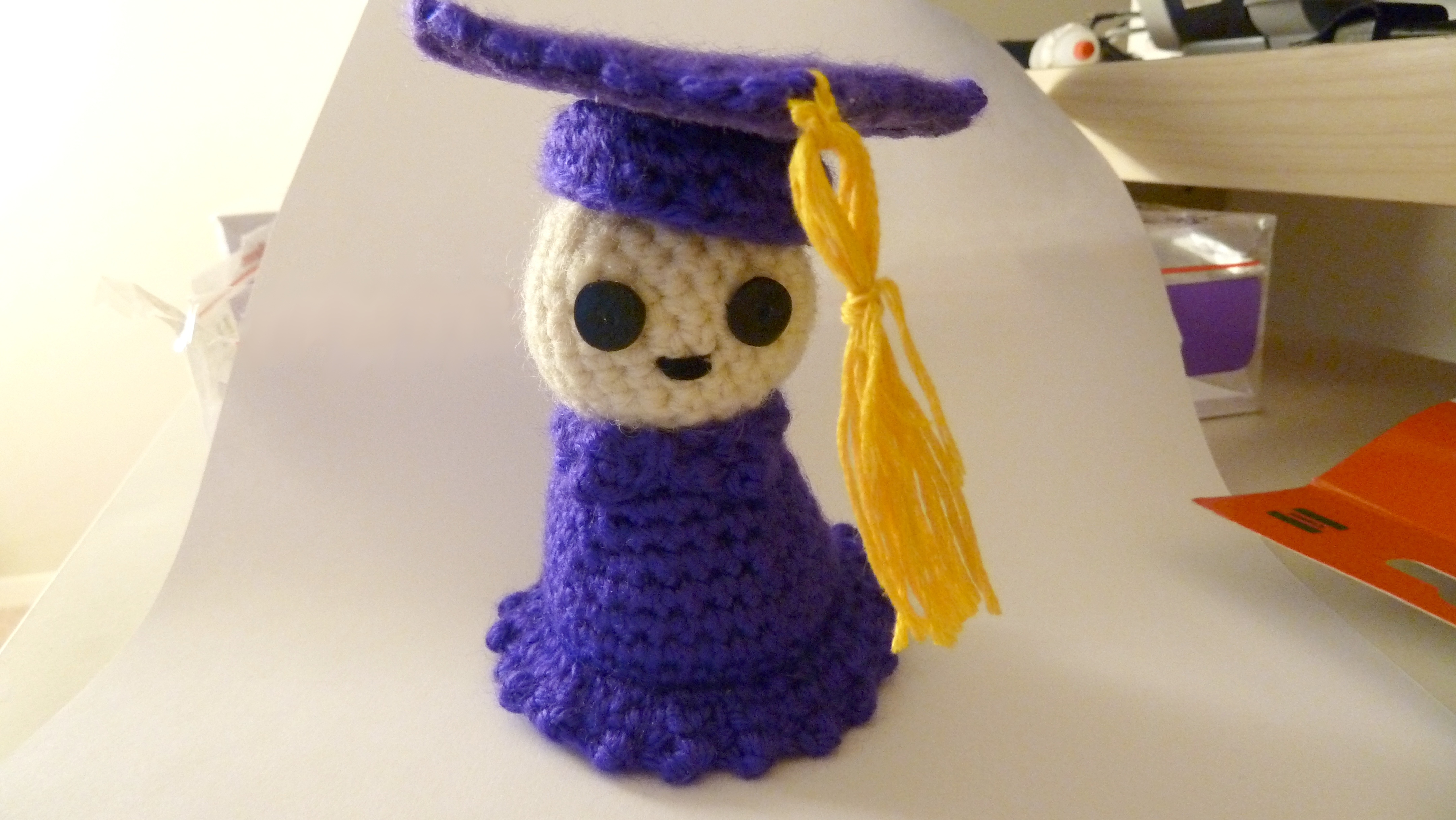
Een amigurumi

Amigurumi (Japans: 編み包み) zijn kleine, gehaakte of gebreide poppetjes. Veelal worden poppetjes gebruikt die kinderen aanspreken, of personages afkomstig uit zogenaamde mangaseries. De poppetjes zelf zijn bedoeld om mee te spelen, om te verzamelen, of eventueel om als sleutelhanger te gebruiken.
Een amigurumi wordt doorgaans uit garen gemaakt, met een kleine haaknaald, zodat de stof dicht genoeg blijft om te worden gevuld en het object zelf niet te groot wordt. Het lijf en het hoofd worden doorgaans uit één stuk gemaakt, eventuele ledematen worden apart gehaakt en daarna aan het lijf bevestigd.